# チャールズ・ケイ＝シャトルワース (第5代シャトルワース男爵)

第5代シャトルワース男爵の紋章

第5代シャトルワース男爵チャールズ・ジェフリー・ニコラス・ケイ＝シャトルワース（英語: Charles Geoffrey Nicholas Kay-Shuttleworth, 5th Baron Shuttleworth, KG, KCVO、1948年8月2日 -）は、イギリスの貴族。

## 経歴
1948年8月2日、第4代シャトルワース男爵チャールズ・ケイ＝シャトルワースとその妻アン（旧姓フィップス）の長男として生まれる。
イートン校を卒業。
1975年10月の父の死により爵位を継承した。貴族院議員に列し、貴族院改革により世襲貴族の議席が制限される1999年11月11日まで在職した。
1997年1月13日にランカシャー統監に任命された。1998年から2006年までランカスター公領会議の議長を務めた。
2016年4月23日には女王エリザベス2世よりガーター騎士団ナイトに叙された。

## 栄典

### 爵位
1975年10月5日の父チャールズ・ケイ＝シャトルワースの死去により以下の爵位を継承した。
- ランカスターのパラティン州におけるガウソープの第5代シャトルワース男爵 (5th Baron Shuttleworth, of Gawthorpe in the County Palatine of Lancaster)
(1902年7月16日の勅許状による連合王国貴族爵位)
- (ガウソープ・ホールの)第6代準男爵 (6th Baronet, "of Gawthorpe Hall")
(1849年12月22日の勅許状による連合王国準男爵位)

### 勲章
- 2011年、ロイヤル・ヴィクトリア騎士団(勲章)ナイト・コマンダー(KCVO)[7]
- 2016年、ガーター騎士団(勲章)ナイト (KG)[2]

## 家族
1975年に陸軍軍人ジェイムズ・ファットマン少佐の娘アンと結婚し、彼女との間に以下の3子を儲ける。
- 第1子(長男)トマス・エドワード・ケイ＝シャトルワース (1976-) シャトルワース男爵位の法定推定相続人
- 第2子(次男)デイヴィッド・チャールズ・ケイ＝シャトルワース (1978-)
- 第3子(三男)ウィリアム・ジェイムズ・ケイ＝シャトルワース (1979-)